# Margaret Murnane
Margaret M. Murnane (* 1959 in County Limerick, Irland) ist eine irisch-US-amerikanische Physikerin (Laserphysik, Atom- und Molekülphysik).

## Werdegang
Murnane studierte ab 1977 Physik am University College in Cork in Irland und wurde 1989 an der University of California, Berkeley, promoviert. In ihrer Dissertation bei Roger Falcone, die 1990 den Simon Ramo Award der American Physical Society gewann, baute sie einen Laser mit ultrakurzen Pulsen von rund 100 Femtosekunden und erzeugte damit Röntgenpulse. Seit 1999 ist sie Professorin an der University of Colorado, wo sie mit ihrem Ehemann, dem Physiker Henry Kapteyn (der etwa zur selben Zeit wie sie in Berkeley promovierte und den sie 1988 heiratete), ein eigenes Labor im JILA. Beide arbeiteten schon 1990 an der Washington State University in einem eigenen Labor zusammen und ab 1996 an der University of Michigan.
Murnane und Kapteyn gelang die Entwicklung von extrem kurzen Laserpulsen, Mitte der 1990er unter den 10 Femtosekunden Bereich und später bis in den Bereich von Zehntel Femtosekunden. Sie benutzten diese zur Untersuchung schneller Prozesse zum Beispiel in Molekülen. Sie fanden auch Methoden zur effizienten Erzeugung ultrakurzer Röntgenpulse aus der Wechselwirkung ultrakurzer Laserpulse mit Gasen. Dabei arbeiteten sie mit dem bulgarischen Theoretiker Ivan Christov (Universität Sofia) zusammen.
1991 erhielt sie den Presidential Young Investigator Award. Von 1992 bis 1994 war sie Sloan Research Fellow. 1997 wurde sie ausgezeichnet mit dem Maria Goeppert-Mayer Award der American Physical Society (APS), deren Fellow sie ist. 2000 war sie MacArthur Fellow, 2001 Loeb Lecturer in Harvard und 2003 Richtmyer Memorial Lecturer der American Association of Physics Teachers. 2010 erhielt sie mit Henry Kapteyn den Arthur-L.-Schawlow-Preis für Laserphysik und ebenfalls 2010 den R. W. Wood Prize. Für 2012 wurde ihr der Willis-E.-Lamb-Preis, für 2017 die Frederic Ives Medal zugesprochen und für 2020 die Benjamin Franklin Medal des Franklin Institute.
Sie ist Mitglied der National Academy of Sciences (2004), der American Academy of Arts and Sciences (2006), der American Association for the Advancement of Science, der American Philosophical Society (2015) und Ehrenmitglied der Royal Irish Academy (2013).